# Марак (Марказі)
Марак (перс. مرق) — село в Ірані, у дегестані Нур-Алі-Бейк, у Центральному бахші, шагрестані Саве остану Марказі. За даними перепису 2006 року, його населення становило 237 осіб, що проживали у складі 80 сімей.

## Клімат
Середня річна температура становить 12,64 °C, середня максимальна – 31,06 °C, а середня мінімальна – -8,19 °C. Середня річна кількість опадів – 246 мм.
| Клімат поселення                              | Клімат поселення | Клімат поселення | Клімат поселення | Клімат поселення | Клімат поселення | Клімат поселення | Клімат поселення | Клімат поселення | Клімат поселення | Клімат поселення | Клімат поселення | Клімат поселення | Клімат поселення |
| Показник                                      | Січ.             | Лют.             | Бер.             | Квіт.            | Трав.            | Черв.            | Лип.             | Серп.            | Вер.             | Жовт.            | Лист.            | Груд.            |                  |
| Середній максимум, °C                         | 6,78             | 8,00             | 13,03            | 19,53            | 24,01            | 29,50            | 31,06            | 30,28            | 25,94            | 20,21            | 13,71            | 7,66             |                  |
| Середня температура, °C                       | −0,69            | 0,50             | 5,54             | 12,04            | 16,52            | 22,01            | 25,54            | 24,75            | 20,43            | 14,68            | 8,20             | 2,15             |                  |
| Середній мінімум, °C                          | −8,19            | −6,99            | −1,96            | 4,55             | 9,02             | 14,52            | 20,01            | 19,24            | 14,90            | 9,18             | 2,67             | −3,38            |                  |
| Норма опадів, мм                              | 34               | 34               | 46               | 34               | 28               | 4                | 1                | 1                | 0                | 10               | 21               | 33               |                  |
| Середньомісячна швидкість вітру, м/с          | 1.78             | 2.14             | 3.02             | 2.98             | 2.71             | 2.55             | 2.59             | 2.43             | 2.18             | 2.16             | 1.84             | 1.40             |                  |
| Середньомісячна сонячна радіація, кДж/м²·день | 8869             | 11939            | 14541            | 18132            | 22110            | 26628            | 25994            | 23812            | 20480            | 15005            | 10865            | 8761             |                  |
| --------------------------------------------- | ---------------- | ---------------- | ---------------- | ---------------- | ---------------- | ---------------- | ---------------- | ---------------- | ---------------- | ---------------- | ---------------- | ---------------- | ---------------- |
| Джерело:                                      |                  |                  |                  |                  |                  |                  |                  |                  |                  |                  |                  |                  |                  |